# Thymus arcanus
Thymus arcanus là một loài thực vật có hoa trong họ Hoa môi. Loài này được G.López & R.Morales miêu tả khoa học đầu tiên năm 1984.